# George Sinclair
George Sinclair (* 1786 in Mellerstain (Berwickshire); † 13. März 1834 in Deptford) war ein britischer Gärtner und Autor. Er hatte die Aufsicht über die Gartenanlagen von Woburn Abbey.
Sein botanisches Autorenkürzel lautet „G.Sinclair“.

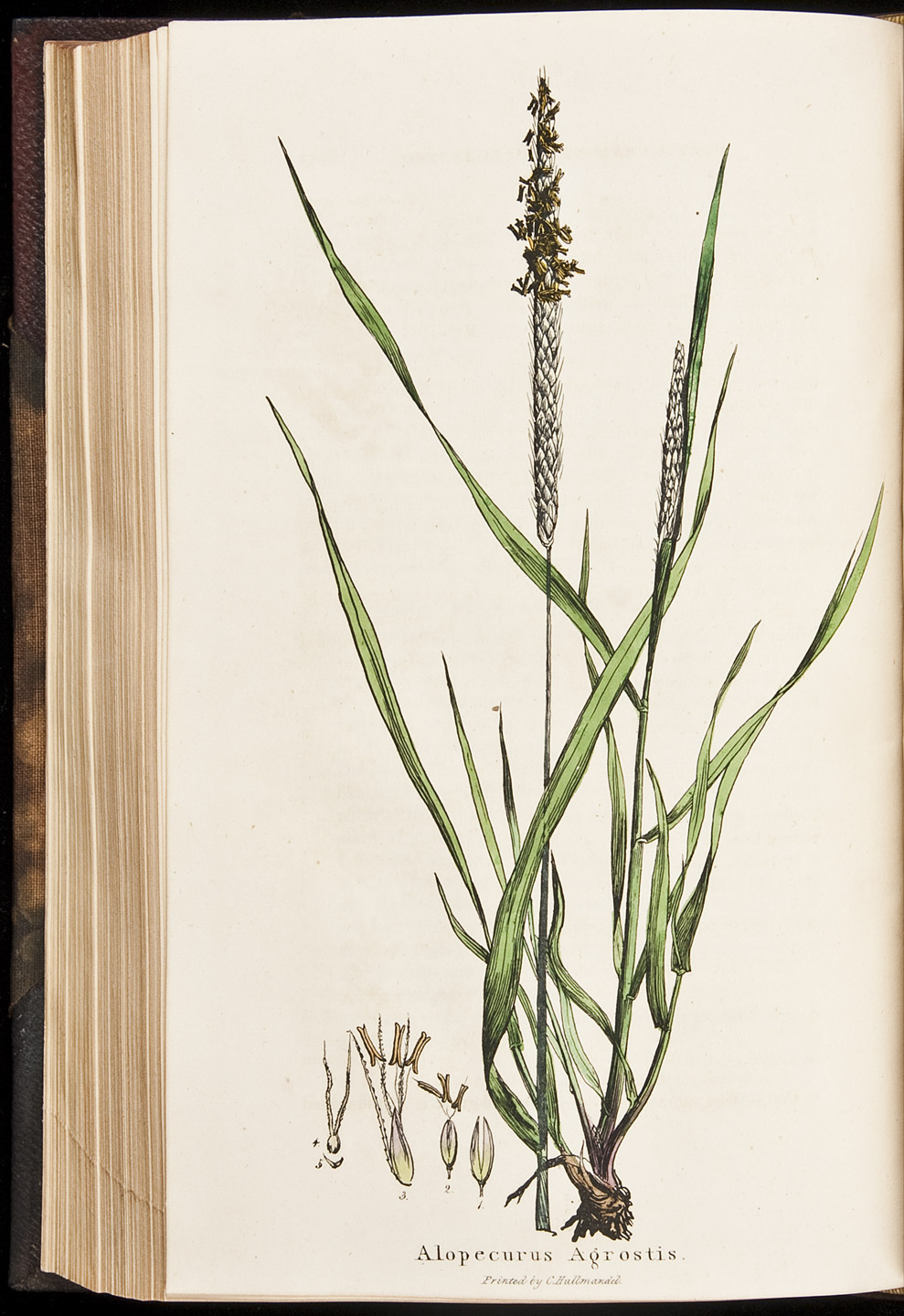
Alopecurus agrostis aus der dritten Auflage von Hortus Gramineus Woburnensis (1826)

## Leben
Sinclair stammte aus einer schottischen Gärtnerfamilie, sowohl sein Vater George Sinclair (1750–1833) als auch sein Onkel waren Gärtner, ersterer in Jerviswood, letzterer in Bonnington bei Lanark. Zunächst war Sinclair im Dienste des Gordon Clans, als eine Tochter jedoch 1803 John Russell, 6. Duke of Bedford heiratete, wurde er dessen Gärtner in Woburn Abbey. Von diesem und vom Chemiker Humphry Davy angeleitet, betrieb Sinclair botanische Forschungen.
Ab 1824 war er Geschäftspartner der Samen- und Jungpflanzenhändler Cormack & Son in New Cross, im selben Jahr wurde er auch Fellow der Linnean Society of London. Zudem war er auch Mitglied der Royal Horticultural Society.
Seine Schrift über die Gräser Hortus gramineus woburnensis erschien mindestens in fünf Auflagen zwischen 1816, Erstauflage, und 1869; sowie 1826 in deutscher Übersetzung bei Cotta. Während die Erstauflage noch eingefärbte Exemplare der besprochenen Pflanzen enthielt, wurde ab der zweiten Auflage auf die kostengünstigere Variante der Abbildung mithilfe der gerade entwickelten Lithographie zurückgegriffen.

## Rezeption
Im 4. Kapitel von Die Entstehung der Arten griff Charles Darwin auf in Hortus gramineus woburnensis veröffentlichte ökologische Erkenntnisse Sinclairs zurück und zwar unter anderem darauf, dass Habitate mit einer höheren Biodiversität eine höhere Produktivität aufweisen. Sinclairs Versuchsfelder können als erstes ökologisches Experiment gelten. Darwin las allerdings nicht das Buch, sondern Sinclairs zusammenfassenden Artikel On Cultivating a Collection of Grasses in Pleasure-grounds or Flower-gardens, der 1826 in Loudons Gardener’s Magazine erschien.

## Schriften
- Hortus gramineus woburnensis: or, An account of the results of experiments on the produce and nutritive qualities of different grasses and other plants used as the food of the more valuable domestic animals: instituted by John, Duke of Bedford, London 1816. (2. Auflage von 1825)
  - Hortus Gramineus Woburnensis oder Versuche über den Ertrag und die Nahrungskräfte verschiedener Gräser und anderer Pflanzen, welche zum Unterhalt der nützlichern Hausthiere dienen. Veranstaltet durch Johann, Herzog von Bedford. Erläutert sammt Angaben über die besten Gräser, Stuttgart 1826. (übersetzt von Friedrich Schmidt)
- Hortus ericaeus woburnensis, or, A catalogue of heaths in the collection of the Duke of Bedford, at Woburn Abbey: alphabetically and systematically arranged, London 1825.
- (mit James Donn): Hortus Cantabrigiensis, or a accented catalogue of indigenous and exotic plants cultivated in the Cambridge Botanic Garden, London 1831.
- Treatise on Useful and Ornamental Planting, London 1832.